# Finnfund
Finnfund, officiellement Teollisen yhteistyön rahasto Oy (français : Fonds pour la coopération industrielle), est une entreprise publique en Finlande.

## Présentation
Finnfund fournit des prêts pour l'investissement à long terme et du capital-risque pour des projets d'entreprises privées dans les pays en développement et en Russie.

## Actionnaires
- État finlandais (93,4 %)
- Finnvera (6,5 %)
- Confédération des industries finlandaises (0,1 %)